# エンゾ・マイオルカ
エンゾ・マイオルカ（Enzo Maiorca 、1931年6月11日 - 2016年11月13日）は、イタリアの男性フリーダイバー。エンツォと表記される場合もある。イタリアのシラクサ生まれ。1960年～1988年の28年間、フリーダイビングにおける数々の記録を塗り替えたパイオニア。

## 生涯
1931年6月11日、イタリアのシラクサ生まれ。4歳で泳ぐことを学ぶも、海に対する大きな恐怖心を表していたという。
1956年、スピアフィッシングのチャンピオンであるエンニオ・ファルコとアルベルト・ノヴェッリが設定した41メートルの水深記録に関する記事に触発され、「最深部に到達する男」の称号を得るために競い始める。1960 年に45メートルに到達してブラジルのアメリコ・サンタレッリを破り、これを達成。同年、サンタレッリは46メートルに達してタイトルを取り戻し、マイオルカはすぐに49メートルに到達。以降1988年までの28年間、フリーダイビングにおける数々の記録を塗り替えたが、いずれも、現在におけるVARないしはNLTに相当する潜水方法であった。
1974年、サレルノ湾の西端にあるイエラントで、90メートルを目指して、フリーダイビングの新しい世界記録に挑戦。 このイベントは、イタリア放送協会（RAI）が生中継を実施。フリーダイビングにおける史上初の生中継である。エンゾが水面からわずか6メートルのところで、スクーバダイビングで潜っていたRAI特派員にぶつかり、競技を中止。水面に浮上して放送禁止用語を含む強い罵声を放ったことから、テレビ出演禁止対象となった。この翌週に深度を減らし、87メートルの記録を樹立している。
1988年に公開された映画『グラン・ブルー』のエンゾ・モリナーリ(Enzo Molinari)のモデルと言われている。作品中で死亡したかのようになっているが、エンゾ・マイオルカ本人は映画制作当時は存命で、映画が公開された同年にNo-limits Variable Weightで101mの記録を出している。『グラン・ブルー』では監督と同じフランス人であるジャック・マイヨールを主役にしているため、ジャック・マイヨールは本人より美化され、エンゾ・マイオルカは悪くかかれている、と本人が発言している。
1988年、101メートルの記録樹立の後に競技を引退。エンゾの競技キャリアにおいて、最大のライバルはブラジル人のアメリゴ・サンタレッリ (1963年に引退) で、次にテテケ・ウィリアムズ、ロバート・クロフト、ジャック・マイヨールであった。
その後、1994年から1996年にかけて、マイオルカは極右の国民同盟党から上院議員に選出され、政治家として活動。 2000年から2002年まで、イタリア放送協会（RAI）のニュース シリーズである Lineablu にも出演し、コメンテーターとして活動。
2016年11月13日、シラクサにて逝去。85歳没。

## エンゾ・マイオルカを取り上げたテレビ番組や雑誌等
- Sports Graphic Number 477号 1999年8月26日号
- スポーツ20世紀—甦る「スポーツの世紀」の記憶 (Vol.4) (2000年7月)
- 「島田楊子・沢村一樹・おいしい！気持ちいい！地中海の楽園南イタリア・シチリア欲張り旅！」(2003年12月30日 テレビ朝日)